# Sérgio Amaral
Sérgio Silva do Amaral ComMM • OMC (São Paulo, 1 de junho de 1944 - São Paulo, 14 de julho de 2023) foi um advogado, diplomata, professor universitário e político brasileiro.

## Biografia
Nascido em São Paulo, Sérgio Silva do Amaral, formou-se no curso de Direito na Faculdade de Direito da Universidade de São Paulo (FD-USP), tradicional instituto da Universidade de São Paulo (USP). Após concluir a graduação, realizou na Universidade Paris 1 Panthéon-Sorbonne uma pós-graduação na área de Ciência política.
Em 1992, como diplomata, Amaral foi admitido pelo presidente Fernando Collor (PRN) à Ordem do Mérito Militar no grau de Comendador especial.
Foi ministro chefe e porta-voz da Secretaria de Comunicação Social, de 1995 a 1999, no primeiro governo de Fernando Henrique Cardoso (PSDB). Além disso, ocupou o cargo de ministro do Desenvolvimento, Indústria e Comércio Exterior do Brasil, de 1 de agosto de 2001 a 1 de janeiro de 2003.
Ocupou entre os anos de 2016 e 2019 o cargo de embaixador do Brasil nos Estados Unidos. Sérgio Amaral é membro associado ao Instituto Fernand Braudel de Economia Mundial, sediado em São Paulo. 
Durante a eleição presidencial de 2022, juntamente com o ex-ministro Rubens Ricupero, declarou voto no candidato Luiz Inácio Lula da Silva (PT), em chapa com o ex-tucano Geraldo Alckmin (PSB).
Faleceu na manhã do dia 14 de julho de 2023, aos 79 anos, o diplomata estava internado em São Paulo desde abril e lutava contra um câncer de próstata. A causa da morte foi um acidente vascular cerebral.